# Jiří Neubert
Jiří Neubert (* Csehszlovákia, 1933. január 11.) csehszlovák kommunista politikus, az egykori Szakszervezetek Országos Tanácsának titkára, a Szövetségi Gyűlés Népek Kamarájának képviselője volt.

## Politikai pályafutása
1986-ban a Szakszervezetek Országos Tanácsának titkára. 1986 és 1990 januárja között a Csehszlovákia Kommunista Pártja jelöltjeként a Szövetségi Gyűlés Népek Kamarájának képviselője volt.

## Fordítás
Ez a szócikk részben vagy egészben a Jiří Neubert című cseh Wikipédia-szócikk fordításán alapul.  Az eredeti cikk szerkesztőit annak laptörténete sorolja fel. Ez a jelzés csupán a megfogalmazás eredetét és a szerzői jogokat jelzi, nem szolgál a cikkben szereplő információk forrásmegjelöléseként.